# Häggenås kyrka
Häggenås kyrka är en kyrkobyggnad i Häggenås i Östersunds kommun. Den tillhör Häggenås-Lit-Kyrkås församling i Härnösands stift.

## Kyrkobyggnaden
Den tidigare stenkyrkan var byggd på 1300-talet.
Nuvarande kyrka uppfördes efter ritningar av byggmästaren Lars David Geting och arkitekten Samuel Enander. Kyrkan färdigställdes 1837 och invigningen ägde rum 1838.
En omfattande renovering ägde rum åren 1921-1922 då vindfången vid västra och södra ingången dekorerades av konstnären Olof Ahlberg. I kyrkorummet installerades elektriska bänkvärmare. Sedan år 2004 har kyrkan vattenburen uppvärmning.

## Inventarier
- Predikstolen och dopängeln är byggda av bröderna Anders och Jonas Jonsson och samtida med nuvarande kyrka.
- Altartavla och dopfunt är tillverkade av Olof Ahlberg.
- Altarkorset är gjort av Salomon Hägglöf.

### Webbkällor
- Häggenås-Lit-Kyrkås församling
- Härnösands Stifts Herdaminne av L. Bygdén